# 신데렐라 (발레)
신데렐라(Op. 87)는 세르게이 프로코피에프(Sergei Prokofiev)가 작곡한 발레극이다.
루이 듀포(Louis Duport)에 의해 1813년 빈에서 초연한 신데렐라에서 연원을 찾을 수 있다. 10년 후인 1823년 3월 3일에 새로운 버전으로 페르난도 소(Fernando Sor)의 음악에 맞추어 파리 오페라에서 공연되었다.
이후 몇 차례에 걸쳐 발레가 가미된 신데렐라 작품이 생겼으나, 마린스키 극장이 작곡가 세르게이 프로코피예프가 “로미오와 줄리엣”로 성공을 이루자 그에게 신데렐라를 작곡을 의뢰하였고 1943년에 시작하여 1944년에 완성하였다. 그 후 진정한 신데렐라의 발레극이 완성되었다
발레의 줄거리는 페로의 동화 《신데렐라》에서 나온 것이다. 

## 줄거리
〔제1막〕부엌과 연결된 신데렐라의 집 안방. 신데렐라와 두 이복(異腹)의 언니는 무도회에 갈 채비로 분주하다. 그때 걸인 노파가 와서 구걸을 하나 두 언니는 몰아내고 만다. 이를 가엾게 여긴 신데렐라가 빵조각을 나누어 준다. 이윽고 언니들이 무도회로 떠난 뒤 노파가 다시 나타나 누더기 옷을 벗자 여신이 된다. 여신은 신데렐라의 착한 마음에 감동하여 아름답게 차려 입히고는 무도회에 보낸다. 다만 열두시를 치면 꼭 집으로 돌아오도록 약속을 받는다. 〔제2막〕궁전의 무도회. 신데렐라의 두 언니는 이미 참석한 지 오래다. 몰라볼 만큼 아름다워진 신데렐라를 보고 놀라고, 왕자는 순식간에 그 아름다움에 매혹되어 사랑을 고백한다. 신데렐라도 황홀감에 도취하나, 시계가 열두시를 치자 소스라치게 놀라며 한쪽 구두가 벗겨진 것도 모르고 그대로 궁정에서 달아난다. 왕자는 그 구두를 집어들고 뒤를 따른다. 〔제3막〕제1막과 같은 집안. 한쪽 구두를 앞치마로 가린 채, 신데렐라는 아직도 황홀경에서 깨어나지 못한 성싶다. 그때 그녀를 찾아온 왕자가 들어온다. 그리고 자기가 들고 온 구두를 언니들에게 신겨 보나 맞지 않는다. 마지막에 신데렐라의 차례가 되어 그녀가 공손히 왕자 앞에 무릎을 끓자 앞치마에 숨겼던 한쪽 구두가 떨어져 왕자가 찾고 있는 아름다운 여성이 그녀임을 알게 된다. 그리하여 여신의 축복을 받으며 왕자는 신데렐라의 손을 잡는다.

## 다른 버전

### 마리우스 프티빠버전
1893년 12월 17일, 마리우스 프띠빠(Marius Petipa), 레프 이바노프(Lev Ivanov), 체케티(Cecchetti)는 공동안무로 “신데렐라”를 3막 14장으로 마린스키 극장에서 공연하였다.

### 루돌프 누레예프버전
프로코피예프의 음악으로 1945년 11월 21일 모스크바의 볼쇼이 극장에서 루돌프 누레예프가 3막으로 된 자신의 신데렐라를 안무하였다. 그 후 1986년 10월 25일 파리 오페라 극장에서 실피길렘의 주역으로 다시 공연되었다. 누레예프가 프로코피예프의 음악을 가지고 신데렐라를 공연하기 전까지 신데렐라를 공연을 한 적이 없었다. 

### 마기 마랭버전
프로코피예프의 음악으로 1985년 11월 29일 리옹 오페라 발레단을 위해 안무하였다. 

### 장 크리스토퍼 마이요버전
1999년 4월 3일 몬테카를로 발레단의 안무가 마이요에 의해 안무된 신데렐라는 몬테카를로 오페라에서 공연되었다. 무대장치는 어네스트 피뇽-어네스트에 의해 이루어졌으며 공연의 성공 이후에는 세계를 돌며 순회공연을 하고 있다.